# Oasis (Wisconsin)
Oasis – miasto w Stanach Zjednoczonych, w stanie Wisconsin, w hrabstwie Waushara.